# Gong Zhenqi
Gong Zhenqi (龚振奇S, Gōng ZhènqíP; Chongqing, 2 novembre 2009) è una nuotatrice cinese.

## Carriera
Nel 2024 ha vinto, a soli 14 anni, la medaglia d'oro nella 4x200m stile libero ai Mondiali di Doha, assieme a Ai Yanhan, Yang Peiqi e Li Bingjie.

## Palmarès
- Mondiali

Doha 2024: oro nella 4x200m sl.
- Mondiali giovanili

Otopeni 2025: oro nella 4x200m sl.